# Operation Washtub
Operation Washtub (Englisch washtub = Waschzuber) war eine nachrichtendienstliche Operation der CIA unter falscher Flagge, die 1954 in Nicaragua durchgeführt wurde und der Vorbereitung der Operation PBSUCCESS zum Sturz der guatemaltekischen Regierung von Präsident Jacobo Arbenz Guzmán diente. 

## Hergang
Nicaragua spielte bei der Durchführung von Operation Success eine bedeutende Rolle. Ab Februar 1954 wurden von der CIA an der Atlantikküste in Puerto Cabezas Piloten und auf der Insel Momotombito im Managuasee sowie auf der Hazienda „El Tamarindo“  für die Invasionsarmee Infanterie ausgebildet. Der nicaraguanische Präsident Anastasio Somoza García hatte die US-amerikanischen Bemühungen zum Sturz der Regierung Arbenz bereits seit 1952 unterstützt. Am 1. Mai 1954 begann auch ein von der CIA betriebener Radiosender, La Voz de la Liberación (Die Stimme der Befreiung), der in der Nähe von Managua untergebracht war, mit seinen Ausstrahlungen, in denen die Bevölkerung Guatemalas zum Aufstand bewegt werden sollte.  
Am 19. Februar 1954 legte die CIA an der nicaraguanischen Pazifikküste ein Waffendepot mit 40 Gewehren, zwei Maschinengewehren, sechs Pistolen und 20 Handgranaten an. Die Waffen trugen angeblich sowjetische Herstellungsmerkmale mit Hammer und Sichel. Die Kiste wurde geraume Zeit später angeblich zufällig von nicaraguanischen Fischern gefunden. 
Präsident Somoza trat am 6. Mai 1954 in Managua auf einer Pressekonferenz an die Öffentlichkeit und erklärte, dass die aufgefundenen Waffen von einem unbekannten U-Boot angelandet worden seien, das einige Tage zuvor zwar gesichtet wurde, jedoch nicht fotografiert worden war. Doch die von Somoza präsentierte Version zur Herkunft der Waffen wurde von der Presse und der Öffentlichkeit skeptisch aufgenommen und hatte nicht den erwarteten Propagandaeffekt, durch den eine Zusammenarbeit der Regierung Arbenz mit der UdSSR suggeriert werden sollte.